# Un bruit qui court (film)
Pour les articles homonymes, voir Un bruit qui court (homonymie).
Pour plus de détails, voir Fiche technique et Distribution.
Un bruit qui court est un film français réalisé par Jean-Pierre Sentier et Daniel Laloux, sorti en 1983.

## Fiche technique
- Titre : Un bruit qui court
- Réalisation : Jean-Pierre Sentier et Daniel Laloux
- Scénario : Jean-Pierre Sentier et Daniel Laloux
- Photographie : Jean-Noël Ferragut
- Décors : Gilles Laboulandine et Jackson Stricanne
- Son : Antoine Bonfanti
- Montage : Joëlle Barjolin
- Musique : Pierre Alrand
- Production : Feravec - FR3 Cinéma
- Distribution : Les Films de l'Atalante
- Pays d'origine :  France
- Durée : 88 minutes
- Date de sortie : France - 26 octobre 1983

## Distribution
- Daniel Laloux : Georges Loutier
- Jean-Pierre Sentier : Piotr Hernandez
- Pierre Baillot : Titi
- Alain Frérot : Tata
- Florence : Athalie
- Armand Babel
- Pierre Bolo
- Jacques Boudet
- Claude Duneton
- Pierre Fabre
- Jacques Grand-Jouan
- Josiane Stoléru
- et la voix de Roland Dubillard

## Distinctions
Le film a été sélectionné au Festival de Cannes 1983 dans le programme Perspectives du cinéma français